# Языки запада острова Эспириту-Санто
Языки запада острова Эспириту-Санто (языки запада Санто) — микрогруппа языков в провинции Санма Республики Вануату.

## Генеалогические сведения
Микрогруппа входит в северозападно-вануатскую подгруппу северно-вануатской группы южноокеанийской подветви центрально-восточно-океанийской ветви океанийской подзоны восточно-малайско-полинезийской зоны центрально-восточно-малайско-полинезийской надветви малайско-полинезийских языков австронезийской языковой семьи, входящей в гипотетическую австрическую макросемью. Языки запада Санто также входят в состав меланезийских языков, традиционно выделяемых в составе океанийских не по генетическому, а по этно-ареальному принципу.

## Состав микрогруппы
Акеи (тасирики), амблонг, аоре, араки, киаи (фортсенал), ламетин (мереи), мафеа, малмарив, тамамбо (мало), мороуас, наранго, навут, нокуку, пиаматсина, рориа, тамботало, тангоа, тасмате, толомако, тутуба, валпей, вунапу, ваилапа, вуси.
Генетические связи внутри микрогруппы требуют уточнения. Так, предположительно, особую близость проявляют между собой языки киаи, акеи и ваилапа; наранго, амблонг и моруас.

## Сложности разграничения языков, внутренней классификации
Точные границы ареалов распространения каждого из языков запада Санто в настоящее время не определен в связи со следующими трудностями:
- Недостаточная изученность языковой ситуации в центральной части о. Эспириту-Санто, обусловленная в том числе тяжелой доступностью горных районов (удаленность от европеизированного очага острова (г. Люганвиль), отсутствие дорог, преграждающие путь реки, разливающиеся во время частых дождей) и изолированным укладом жизни многих местных племён.
- Наличие диалектного континуума с невозможностью всегда четко отделить границы разных языков, а также однозначно определить, является ли тот или иной идиом отдельным языком или диалектом, входящим в состав языка.
- Вымирание отдельных идиомов, связанное как с физическим вымиранием носителей (тяжёлые условия жизни, высокая детская смертность и т. п.), так и с возрастающей конкуренцией со стороны креольского языка бисламы, сопутствующей распространению влияния европейской цивилизации.
- Межэтнические браки между носителями разных идиомов.
- Внутренняя миграция на острове.

Кроме того, в 2008 г. анализ "Базы данных австронезийского базового словаря" полностью поддержал особую близость языков араки и мереи (языки запада Санто) с языком сакао (обычно включаемым в микрогруппу языков северо-востока Санто подгруппы востока Санто). К тому же оказалось, что язык сакао ближе к мереи, чем мереи — к араки с уровнем достоверности 60 %. При этом язык сакао выделяется из общей подгруппы языков востока Санто в отдельную северо-восточную микрогруппу Санто, а ни один другой язык востока Санто не был включен в анализ. Таким образом, предполагается, что дальнейшее исследование позволит пересмотреть раздел между языками запада Санто и языками востока Санто.